# نادي شباب العراق
نادي شباب العراق الرياضي هو فريق كرة قدم عراقي مقره الكرخ، بغداد، ويلعب في القسم الثالث العراقي. تأسس النادي باسم بدر العراق، وفي عام 2019 تم تغيير اسم النادي إلى شباب العراق.

## روابط خارجية
- شباب العراق على موقع Goalzz.com
- أندية العراق - تواريخ التأسيس